# Vladimír Kozárek
Vladimír Kozárek (8. ledna 1962 Přerov – 5. října 2021[zdroj?]) byl český profesionální cyklista. Zabýval se rovněž prodejem kol a cyklistických potřeb.

## Sportovní začátky
Na kole se naučil jezdit již ve třech letech. Jeho prvním sportovním úspěchem byl cyklistický závod v Kojetíně v květnu 1974. Tohoto závodu se zúčastnil z donucení, protože si jeho rodiče přáli, aby jel spolu s bratrem. Překvapivě však v tomto závodě zvítězil a u cyklistiky již zůstal.

## Profesionální kariéra
Od roku 1976 trénoval za OP Prostějov a v roce 1978 odešel do Brna, kde začal závodit za Favorit Brno. Zlomovým bodem byl nástup na vojnu v roce 1983, kdy přestoupil do sportovního klubu Dukla a začal se pravidelně umísťovat na předních příčkách, jak v domácích, tak i v zahraničních závodech. Kromě toho se také zúčastnil Závodů míru. Cyklistice se profesionálně věnoval až do roku 1994.

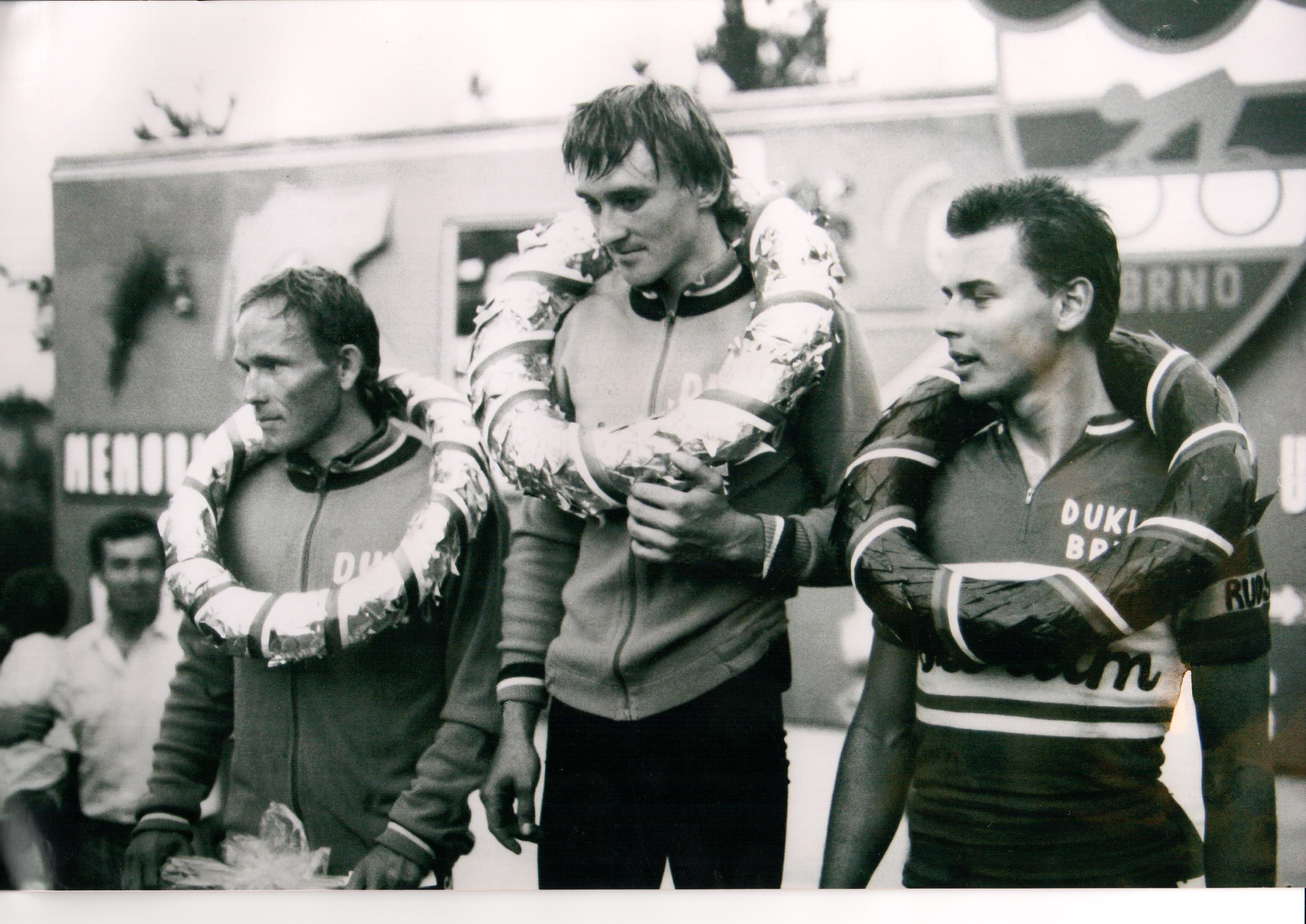
Vítězství Vladimíra Kozárka

## Přehled úspěchů
| Rok  | Ocenění | Ocenění  | Závod                                                                               |
| ---- | ------- | -------- | ----------------------------------------------------------------------------------- |
| 1982 | Vítěz   | Závod    | Settimana Ciclistica Lombarda (Týden cyklistiky v Lombardii, Itálie)                |
| 1983 | 3.      | 9. etapa | Tour de l’Avenir (Závod budoucnosti)                                                |
| 1984 | 3.      | Závod    | Rheinland-Pfalz-Rundfahrt (Etapový cyklistický závod Porýní-Falc)                   |
| 1985 | Vítěz   | 8. etapa | Milk Race Velká Británie                                                            |
| 1986 | 2.      | 5. etapa | Tour de Pologne (Kolem Polska)                                                      |
| 1986 | 9.      | Závod    | DDR-Rundfahrt (Etapový cyklistický závod v NDR)                                     |
| 1986 | 2.      | Závod    | Ytong Bohemia Tour (Etapový cyklistický závod v bývalém Československu)             |
| 1988 | Vítěz   | 5. etapa | Tour of Belgium (Etapový cyklistický závod v Belgii)                                |
| 1989 | 2.      | Závod    | Okolo Slovenska                                                                     |
| 1991 | Vítěz   | Závod    | Cinturón Ciclista Internacional a Mallorca (Etapový cyklistický závod ve Španělsku) |
| 1991 | 9.      | Závod    | Grand Prix Guillaume Tell (Velká cena Viléma Tella Ve Švýcarsku)                    |